# Necroscia robustior
Necroscia robustior är en insektsart som först beskrevs av Ludwig Redtenbacher 1908.  Necroscia robustior ingår i släktet Necroscia och familjen Diapheromeridae. Inga underarter finns listade i Catalogue of Life.